# Y: Poslední z mužů
Y: Poslední z mužů (v anglickém originále Y: The Last Man) je americká komiksová série napsaná Brianem K. Vaughanem a primárně ilustrovaná Piou Guerra. V USA komiks vydalo nakladatelství DC Comics prostřednictvím svého imprintu Vertigo Comics. Původní vydání bylo vydáváno měsíčně časopisecky od září 2002 do března 2008. Celou sérii tvoří 60 čísel, která byla později vydána v 10 svazcích. Série byla oceněna pěti cenami Eisner Award.

## Stručný popis děje
V červenci 2002 vedl neznámý druh pandemie k vymření téměř všech savců s chromozomem Y, včetně embryí. Zprvu se jedinými výjimkami jevili newyorský pouliční umělec Yorick Brown a jeho opičák Ampersand. Po vymření mužů z lidského rodu se zhroutila celá společenská struktura a civilizace. Přeživší ženy se snaží nalézt lék či jiné řešení, aby zabránily vymření lidského rodu. Yorick Brown se vydává za svou matkou, členkou Kongresu, do Washingtonu. Americká vláda mu přidělí ochránce v podobě tajemné Agentky 355, která mu má zajistit bezpečnost při cestě do Bostonu ke genetické lékařce Allison Mannové. Cesta postapokalyptickými Spojenými státy americkými však není jednoduchá. Hlavním nepřítelem posledního muže je izraelské komando Alter, které s ním má jiné plány.

## Česká vydání
V České republice vydalo příběhy Y: Poslední z mužů nakladatelství BB/art.
- 2008 - Y: Poslední z mužů #1: Jako jeden muž, (#1–5, 2003).
- 2010 - Y: Poslední z mužů #2: Cykly, (#6–10, 2003).
- 2010 - Y: Poslední z mužů #3: Malý krok pro lidstvo, (#11–17, 2004).
- 2011 - Y: Poslední z mužů #4: Heslo, (#18–23, 2004).
- 2011 - Y: Poslední z mužů #5: V kruhu, (#24–31, 2005).
- 2012 - Y: Poslední z mužů #6: Holky s holkama, (#32–36, 2005).
- 2012 - Y: Poslední z mužů #7 - Zvláštní vydání, (#37–42, 2006).
- 2013 - Y: Poslední z mužů #8 - Dračice v kimonu, (#43–48, 2006).
- 2013 - Y: Poslední z mužů #9 - Matka Země, (#49–54, 2007).
- 2014 - Y: Poslední z mužů #10 - Odpovědi, (#55–60, 2008).